# 奧佐爾涅基市鎮
奧佐爾涅基市鎮，曾是拉脫維亞的一個市鎮，設立於2003年，2009年拉脫維亞進行行政區重劃，改制為市鎮。奧佐爾涅基市鎮位於該國中部，人口10,538人，面積236.1平方公里，人口密度約37人/km2。
2021年7月1日，奧佐爾涅基市鎮合并至葉爾加瓦市鎮。

## 外部連結
- 葉爾加瓦市鎮官方網站 （页面存档备份，存于） （拉脱维亚文）